# Européenne d'embouteillage
L'Européenne d'embouteillage est une entreprise française spécialisée dans la fabrication de boissons non alcoolisées. Elle travaille en sous-traitance, majoritairement pour le groupe Orangina Suntory France (à hauteur de 90 %), mais aussi pour PepsiCo et The Coca-Cola Company. Elle a pour concurrents Refresco et Coca-Cola Enterprises.
Depuis son rachat par Orangina Suntory France en 2011, celui-ci souhaite faire de l'entreprise son embouteilleur principal. L'Européenne d'Embouteillage possède quatre usines en France : Meyzieu (Rhône), Donnery (Loiret), Châteauneuf-de-Gadagne (Vaucluse) et La Courneuve (Seine-Saint-Denis).